# Moritz Bleibtreu
Moritz Johann Bleibtreu (født 13. august 1971 i München) er en tysk skuespiller. Han er søn af den østrigske skuespillerinde Monica Bleibtreu og den østrigsk fødte tyske skuespiller Hans Brenner. I øvrigt er hans grandgrandtante den tyske skuespillerinde Hedwig Bleibtreu.

## Livshistorie
Bleibtreu voksede op som søn af østrigske forældre i Hamburg. Allerede som barn stod han foran kameraet, og han blev især kendt i en tysk børne tv-serie som hans mor, Monica Bleibtreu, og hendes daværende mand, Rainer Boldt, havde skrevet, Neues aus Uhlenbusch med Hans-Peter Korff. Den blev efterfulgt af yderligere en rolle i en anden af Rainer Boldts tyske tv-serier, Ich Hatte Einen Traum, igen med Hans-Peter Korff. Hans tredje rolle var i 1986 ved siden af sin mor i den tyske mini-serie Mit meinen heißen Tränen. Moritz Bleibtreu forlod efter ellevte klasse skolen. Han tog til Paris, hvor han arbejdede i et halvt år som au pair. Bagefter gik turen til New York, hvor han tog undervisning i skuespil. Bleibtreu fortsatte sin karriere med 21 år på Schauspielhaus i Hamburg. Dette blev suppleret af roller i mindre tyske tv-serier. I 1993 medvirkede han med en mindre rolle i Schulz & Schulz 5.
Han blev kendt gennem en række tyske tv-film, men især for sine roller i de tyske film Lola, Knockin’ on Heaven’s Door og Eksperimentet. Sammen med filmselskabet Fatih Akin, medvirkede han i de tyske film Im Juli, Solino og Soul Kitchen.
Selv i børnefilm har Moritz Bleibtreu medvirket, herunder i år 2004 i den danske film Fakiren fra Bilbao.
Bleibtreu nævnte i år 2007, at han i 1998 havde besluttet "ikke at medvirke i tv-produktioner mere, fordi biografen er mere aktiverende for tilskuerne, mens tv er mere passificerende".
I november 2008 blev Bleibtreu far til en dreng.
Siden begyndelsen af 2010 har man kunne se en figur af Bleibtreu på Madame Tussauds i Berlin.

## Filmografi
- Neues aus Uhlenbusch (1977)
- Schulz & Schulz 5 (1993)
- Unschuldsengel (1994)
- Kinder des Satans (1994)
- Einfach nur Liebe (1994)
- Stadtgespräch (1995)
- Die Gang (1996)
- Der kalte Finger (1996)
- Das erste Mal (1996)
- Knockin’ on Heaven’s Door (1997)
- Lola (1998)
- Liebe Deine Nächste (1998)
- Das Gelbe vom Ei (1998)
- Luna Papa (1999)
- Invisible Circus (1999)
- Fandango (2000)
- Im Juli (2000)
- Taking Sides (2000)
- Lammbock (2001)
- Eksperimentet (2001)
- Deadly Shadows (2001)
- Solino (2002)
- Germanikus (2004)
- Bärenbrüder (2004)
- Agnes und seine Brüder (2004)
- Fakiren fra Bilbao (2004)
- Basta (2004)
- Vom Suchen und Finden der Liebe (2005)
- Durch die Nacht (2005)
- München (2005)
- The Keeper: The Legend of Omar Khayyam (2005)
- Elementarteilchen (2006)
- Der steinerne Kreis (2006)
- Free Rainer (2007)
- Das Haus der Lerchen (2007)
- Chiko (2007)
- The Walker (2007)
- Female Agents (2008)
- Liu San (2008)
- Speed Racer (2008)
- Baader-Meinhof komplekset (2008)
- Lippels Traum (2008)
- Soul Kitchen (2009)
- Zeiten ändern dich (2010)
- Jud Süss – I ondskabens tjeneste (2010)
- Jerry Cotton (2010)
- Vallanzasca: Gli angeli del male (2010)
- Goethe! (2010)
- Gegengerade – 20359 St. Pauli (2011)
- Mein bester Feind (2011)
- 360 (2011)
- Die vierte Macht (2012)

## Priser
- 1997: Ernst-Lubitsch-Pris for sin rolle i Knockin' On Heaven's Door
- 1999: Jupiter – Bedste Tyske Skuespiller i Lola
- 1999: Europæiske Films Tyske Shooting Star.
- 2000: DIVA-Award.
- 2001: Berliner Bjørn (BZ-Kulturpris).
- 2001: Tysk Filmpris – Bedste Mandlige Skuespiller med sin hovedrolle i Im Juli
- 2001: Nomineret til publikums prisen på European Film Award for bedste mandlige hovedrolle i Eksperimentet
- 2002: Jupiter – Bedste Tyske Skuespiller i Eksperimentet
- 2002: Seattle International Film Festival – Modtog Golden Space Needle som den bedste skuespiller i Eksperimentet
- 2005: Goldene Romy – Favorit Skuespiller.
- 2006: Modtog Sølvbjørn ved den Internationale Filmfestival i Berlin for den bedste hovedrolle i Elementarteilchen
- 2006: Goldene Romy – Favorit Skuespiller.
- 2009: Nominering ved European Film Award for bedste mandlige hovedrolle i Baader Meinhof komplekset